# Eishockey-Nationalliga (Österreich) 1989/90
Die Saison 1989/90 der österreichischen Eishockey-Nationalliga wurde mit fünf Mannschaften ausgetragen. Meister wurde der EK Zell am See.

## Teilnehmerfeld und Modus
Da die beiden Finalisten aus dem Vorjahr, der KSV Eishockeyklub und der ATSE Graz, gemeinsam in die Österreichische Eishockey-Liga aufgestiegen waren, wurde das Teilnehmerfeld mit dem ATSV Steyr und dem UEC Graz aufgefüllt, sodass fünf Teams um den Meistertitel spielten.
Gespielt wurde zunächst eine doppelte Hin- und Rückrunde, nach der ausgehend von der Platzierung Bonuspunkte an die Teams vergeben wurden. In einer weiteren Hin- und Rückrunde wurden anschließend die Playoff-Teilnehmer ermittelt. Die Playoffs, bestehend aus Halbfinale und Finale, wurden im Best-of-three-Modus ausgetragen.

## Grunddurchgang

### Tabelle nach dem Grunddurchgang (16 Runden)
| Rang | Team           | Spiele | S  | U | N  | Tore   | TVH | Punkte |
| ---- | -------------- | ------ | -- | - | -- | ------ | --- | ------ |
| 1    | ATSV Steyr     | 16     | 10 | 2 | 4  | 84:61  | +23 | 22     |
| 2    | EK Zell am See | 16     | 9  | 1 | 6  | 82:67  | +15 | 19     |
| 3    | UEC Graz       | 16     | 8  | 2 | 6  | 98:78  | +20 | 18     |
| 4    | EC Kitzbühel   | 16     | 7  | 2 | 7  | 79:77  | +2  | 16     |
| 5    | EC Stadlau     | 16     | 2  | 1 | 13 | 77:137 | −60 | 5      |

### Tabelle nach der Zwischenrunde (8 Runden)
| Rang | Team           | Spiele | S | U | N | Tore  | TVH | Punkte |
| ---- | -------------- | ------ | - | - | - | ----- | --- | ------ |
| 1    | ATSV Steyr     | 8      | 6 | 0 | 2 | 47:28 | +19 | 12 (3) |
| 2    | EK Zell am See | 8      | 6 | 0 | 2 | 43:31 | +12 | 12 (2) |
| 3    | UEC Graz       | 8      | 4 | 1 | 3 | 37:35 | +2  | 9 (0)  |
| 4    | EC Kitzbühel   | 8      | 2 | 1 | 5 | 33:37 | −4  | 6 (1)  |
| 5    | EC Stadlau     | 8      | 1 | 0 | 7 | 37:66 | −29 | 2 (0)  |

## Playoffs

### Halbfinale
| Serie                           | Endstand | Spiel 1 | Spiel 2 | Spiel 3 |
| ------------------------------- | -------- | ------- | ------- | ------- |
| ATSV Steyr (1) – UEC Graz (3)   | 1:2      | 6:4     | 3:6     | 6:7     |
| Zell am See (2) – Kitzbühel (4) | 2:1      | 7:3     | 7:8     | 8:2     |

### Finale
| Serie                          | Endstand | Spiel 1 | Spiel 2 |
| ------------------------------ | -------- | ------- | ------- |
| Zell am See (2) – UEC Graz (3) | 2:0      | 11:4    | 8:5     |

Der EK Zell am See hätte als Meister das Recht zum Aufstieg in die Bundesliga gehabt, verblieb jedoch aus finanziellen Gründen freiwillig in der zweiten Liga.